# Anna Andersson
Anna Christina Andersson  (* 28. Januar 1982 in Södertälje) ist eine ehemalige schwedische Eishockeyspielerin.

## Karriere
Bei den Olympischen Winterspielen 2002 in Salt Lake City gewann sie mit der schwedischen Nationalmannschaft die Bronzemedaille. Zudem nahm sie mit der Nationalmannschaft an den Weltmeisterschaften 2000 und 2001 teil, bei denen sie jeweils eine Torvorlage gab. Insgesamt absolvierte sie 65 Länderspiele für Schweden.
Auf Vereinsebene spielte sie bis 2006 für Mälarhöjden/Bredäng Hockey aus Stockholm, anschließend bis 2009 für den Segeltorps IF. Insgesamt gewann sie dabei acht Mal die schwedische Meisterschaft; 1999, 2000, 2001, 2002, 2003, 2005 und 2006 mit Mälarhöjden/Bredäng sowie 2008 mit Segeltorps.

## Erfolge und Auszeichnungen
| - 1999 Schwedischer Meister mit Mälarhöjden/Bredäng Hockey - 2000 Schwedischer Meister mit Mälarhöjden/Bredäng Hockey - 2001 Schwedischer Meister mit Mälarhöjden/Bredäng Hockey - 2002 Schwedischer Meister mit Mälarhöjden/Bredäng Hockey - 2003 Schwedischer Meister mit Mälarhöjden/Bredäng Hockey | - 2005 Schwedischer Meister mit Mälarhöjden/Bredäng Hockey - 2006 Schwedischer Meister mit Mälarhöjden/Bredäng Hockey - 2008 Schwedischer Meister mit dem Segeltorps IF - 2009 2. Platz beim IIHF European Women Champions Cup mit dem Segeltorps IF |

### International
- 2002 Bronzemedaille bei den Olympischen Winterspielen